# Gele lijn (metro van Montréal)
De Gele lijn (Frans: Ligne jaune) of lijn 4 (Ligne 4) is een van de vier metrolijnen van de Canadese stad Montréal. De lijn is onderdeel van de metro van Montréal. 
De Gele lijn is aangelegd als verbinding tussen het centrum en de rechteroever van de rivier. Nadat de bouw van de eerste twee lijnen op 23 mei 1962 was begonnen werd er onderhandeld over de overname van de voorstadslijn die vanuit het centraal station naar het noordoosten loopt. De bedoeling was om die voorstadslijn om te bouwen tot lijn 3, maar de onderhandelingen verliepen stroef. In november 1962 werd de wereldtentoonstelling van 1967 aan Montréal toegewezen waarop werd besloten om de Gele lijn, destijds aangeduid als lijn 4, aan te leggen. De voorstadslijn bleef in handen van de spoorwegen zodat lijn 3 ontbreekt in het metronet. De wereldtentoonstelling vond plaats op twee eilanden in de St. Laurens die deels zijn gevormd door het boorgruis van de metro. De Gele lijn volgt het tracé van een in 1911 geplande lijn tussen het centrum en Longueuil; door de lijn meteen toe te voegen aan de metro in aanleg kon het terrein van de wereldtentoonstelling op tijd worden aangesloten op de metro. De lijn werd op 1 april 1967 opgeleverd en op 28 april tegelijk met de wereldtentoonstelling geopend.
Voor de lijn bestaan plannen voor een verlenging aan beide kanten. De verlenging in het centrum tot McGill zou een ontlasting van de groene lijn betekenen, in Longueuil zou de lijn met vier stations richting Roland-Therrien worden verlengd.

## Stations
| Station                            | Overstappunt | Foto * | Type                         | Geopend         | Ligging                        | Stadsdeel/stad |
| ---------------------------------- | ------------ | ------ | ---------------------------- | --------------- | ------------------------------ | -------------- |
| Berri-UQAM                         |              | 580 !  | ondiep gelegen zuilenstation | 14 oktober 1966 | 45° 30′ 55″ NB, 73° 33′ 40″ WL | Ville-Marie    |
| Jean-Drapeau                       |              | 810 !  | kuip                         | 28 april 1967   | 45° 30′ 42″ NB, 73° 31′ 59″ WL | Ville-Marie    |
| Longueuil-Université de Sherbrooke |              | 820 !  | ondiep gelegen zuilenstation | 28 april 1967   | 45° 31′ 30″ NB, 73° 31′ 19″ WL | Longueuil      |

* De sorteerwaarde van de foto is de ligging langs de lijn